# تورم
تورم (به انگلیسی: Inflation) از نظر علم اقتصاد اشاره به افزایش سطح عمومی تولید پول، درآمدهای پولی یا قیمت است. تورم عموماً به معنی افزایش غیرمتناسب سطح عمومی قیمت در نظر گرفته می‌شود. تورم، روند افزاینده و نامنظم افزایش قیمت‌ها در اقتصاد است. هر چند بر پایهٔ نظریه‌های گوناگون، تعریف‌های متفاوتی از تورم ارائه می‌شود، اما، تمامی آن‌ها به روند افزآینده و نامنظم افزایش در قیمت‌ها اشاره دارند. مفهوم امروزی تورم، در سدهٔ نوزدهم میلادی رواج یافت. پیش از آن، مفهوم دیگری از تورم وجود داشت که جهت نشان‌دادن افزایش حجم اسکناس‌های غیرقابل تبدیل به طلا به کار برده می‌شد.
نرخ تورم برابر است با تغییر در یک شاخص قیمت که معمولاً شاخص قیمت مصرف‌کننده است.
کاهش درصد پشتوانه‌دار از پول ملّی نسبت به درصد پول خلق‌شده را تورّم گویند.
نکته: بانک مرکزی باید به صورت نقطه به نقطه و وزارت اقتصاد به صورت حداقلی روزانه، کلیهٔ شاخص‌ها و پارامترهای مربوط به تورّم را بررسی کند و با تغییر در راهبردهای ممکن، آن را به حد مطلوب برساند.

## تعریف
تورم به معنی مالیات غیر مستقیم از تمام مردم به میزان متفاوت است به نحوی که بیشترین هزینه آن بر دوش مستضعفین و فقرا و کمترین هزینه بر دوش ثروتمندان است به عبارتی حتی می‌شود گفت تورم مالیات غیر مستقیم از کارگران و تهی دستان به نفع ثروتمندان (یا مالیات از مستضعفین برای آسایش بیشتر قشر مرفه جامعه است)
تورم دلالت بر وضعیتی دارد که در آن تقاضای پولی برای محصول نسبت به تولید رشد می‌کند، وضعیتی که در نبود کنترلی مؤثر، به صورت افزایش بهای یک واحد از کالای تولید شده آشکار می‌شود. تورم معمولاً با افزایش واقعی یا بالقوهٔ سطح عمومی قیمت‌ها، یا به سخن دیگر، با کاهش قوهٔ خرید واحد پولی همراه است. در بعضی مواقع تورم زمانی به وجود می‌آید که سطح عمومی قیمت‌ها به میزانی که افزایش در بازدهی عوامل و فرایندهای اقتصادی ایجاب می‌کنند، تنزل نیابد. تورم آن‌طور که معمولاً فهمیده می‌شود، رابطه‌ای با افزایش نامعمول قیمت‌ها دارد.
زمانی که اقتصاددانان دربارهٔ تورم صحبت می‌کنند، به رشد سطح عمومی قیمت‌ها اشاره دارند؛ تورم یعنی باید برای خرید کالاها و خدمات، پول بیشتری پرداخت شود.
پاره‌ای دیگر از تعاریف، تورم را سیر تراکمی افزایش قیمت‌ها و برگشت‌ناپذیری آن تعریف کرده‌اند. صاحب‌نظران دیگری همچون ریمون بار، ژان مارشال و گونار میردال تورم را افزایش زیاد و مداوم قیمت‌ها تعریف کرده‌اند. اگر رشد دستمزدها با رشد بهره‌وری در اقتصاد یکسان باشد، تورم به وجود نخواهد آمد.
به‌طور کلی می‌توان گفت تورم یعنی متوسط افزایش سطح عمومی قیمت‌ها. متوسط به این خاطر به کار می‌رود چون ممکن است در زمان تورم قیمت کالاهایی افزایش و قیمت کالاهایی کاهش یابد، بنابراین متوسط افزایش آنها مد نظر خواهد بود.
تورم واژه‌ای آشنا در گفت‌وگوهای روزمره مردم و محافل اقتصادی است. شاید آن را در قالب گلایه از گرانی بشنویم یا در گزارش‌های اقتصادی با عدد و درصد ببینیم. اما آنچه کمتر مورد توجه قرار می‌گیرد، چهره‌ی چندبُعدی تورم است؛ پدیده‌ای که می‌تواند هم زنگ خطر باشد، هم محرکی برای حرکت چرخ‌های اقتصادی. در این مقاله نگاهی تحلیلی به ماهیت تورم، عوامل شکل‌دهنده آن و اثرات مثبت و منفی‌اش می‌اندازیم.
تورم؛ فقط افزایش قیمت نیست
بسیاری تصور می‌کنند تورم تنها به معنای افزایش قیمت‌هاست، اما در واقع تورم نشان‌دهنده‌ی عدم تعادل میان عرضه و تقاضا، نوسانات ساختاری در تولید و حتی تغییر در انتظارات روانی جامعه است. تورم به نوعی بازتابی از سلامت یا بیماری پنهان در ساختار اقتصادی یک کشور است.

## انواع

### تورم مطلق و شبه تورم
کینز تلاش می‌کرد که میان «شبه تورم» و «تورم مطلق» یا واقعی تفاوت قائل شود. نوع نخست، وقتی پدید می‌آید که در یک جریان بهبود دوره‌ای، افزایش در تقاضاهای پولی برای کالا تا حدی به صورت هزینه‌ها، منجر به افزایش اشتغال و بازده واقعی کالاها شود و تا اندازه‌ای نیز بها و هزینهٔ تولید یک واحد از کالا را بالا برد. نوع بعدی هنگامی پدید می‌آید که «افزایش در مقدار تقاضای مؤثر، موجب افزایش بازده نشده و تماماً خود را در افزایش هزینه هر واحد تولید منعکس می‌سازد که کاملاً متناسب با افزایش در تقاضای مؤثر است.

## ابرتورم
طبق تعریف ابرتورم یا تورم افسارگسیخته زمانی به‌وجود می‌آید که تورم بیش از ۵۰٪ در ماه یا بیش از ۱٪ در روز باشد.

### تورم حاد
اغلب تعیین درجه یا میزان تورم مفید واقع می‌شود. بدین ترتیب «تورم حاد» (برخی اوقات تورم مهارناپذیر) واژه‌ای است که دربارهٔ تجاربی چون تجربهٔ آلمان در سال‌های ۱۹۱۹–۲۳ به کار می‌رود. می‌توان تورم حاد را وضعیتی تعریف کرد که در آن افزایش مدام قیمت‌ها انتظار افزایش باز هم بیشتر را پیش می‌آورد؛ به نحوی که جوش و خروش برای کالاها وضعیتی را پدیدمی‌آورد که پایان آن سقوط کامل پول است. در حالت تورم حاد سرعت گردش پول نقش مهمی ایفا می‌کند و به آن‌چنان سطحی ارتقا می‌یابد که واحد پول نخست نقش خود را به صورت ذخیره‌ساز ارزش و بالاخره ضابطهٔ تعیین ارزش و واسطهٔ مبادله از دست می‌دهد. «تورم خزنده» از سوی دیگر، افزایش تدریجی اما دائمی هزینه‌ها و قیمت‌ها را می‌نمایاند که کم و بیش به وسیلهٔ سیاست‌های پولی و مالی با آن برخورد می‌شود.

### تورم آشکار و نهان
تجربهٔ کنترل‌های فوری که معمولاً در زمان جنگ و نیز بلافاصله بعد از آن اعمال می‌شوند، منجر به ایجاد تمایز بین «تورم نهان» و «تورم آشکار» شده‌است. بدین ترتیب «مشخصهٔ وضعیت تورم نهان این است که قیمت‌ها و احتمالاً نیز حقوق‌ها از طریق اعمال کنترل‌های مستقیم ثبت می‌شوند، حال آن که در وضعیت تورم آشکار چنین کنترل‌هایی اعمال نمی‌شود.

## ریشه‌های تورم
دیدگاه کینز دو دلیل عمده برای تورم ذکر می‌کند: کاهش عرضه کل یا افزایش تقاضای کل. دیدگاه پول‌گرایان رشد عرضه پول مازاد بر رشد اقتصادی را عمده‌ترین دلیل تورم می‌داند. به عبارت دیگر، تورم، تناسب نداشتن حجم پول در گردش، با عرضهٔ خدمات و کالاهاست. تقریباً تمام اقتصاددانان بر این نکته توافق دارند که تورم پایدار و درازمدت، ریشه‌ای جز عرضهٔ پول و افزایش نقدینگی ندارد. هر چه میزان تورم بیش‌تر شود، قدرت خرید یک واحد پول کم‌تر می‌گردد.
یکی از ریشه‌های تورم نبود تعادل میان درآمدها و هزینه‌های دولت است. به این ترتیب که وقتی هزینه‌های دولت از درآمدهای آن در بودجه سالانه بیش‌تر باشد، دولت با کسری بودجه مواجه می‌شود. اگر دولت برای حل مشکل کسری بودجه اقدام به استقراض از بانک مرکزی یا فروش درآمدهای ارزی (مثلاً حاصل از فروش نفت) به بانک مرکزی کند، پایه پولی و به دنبال آن نقدینگی کل در اقتصاد افزایش می‌یابد که این افزایش نقدینگی آثار تورمی به دنبال خواهد داشت.
نگاهی به شاخص‌های رسمی اقتصاد نشان می‌دهد که طی دوره ۱۳۹۱–۱۳۸۴، بدهی بانک‌ها به بانک مرکزی ایران ۱۳٫۶ برابر و بدهی بخش دولتی به بانک مرکزی ۲٫۶ برابر گردیده که این امر در اثر عدم توازن مالی دولت و عدم کفایت منابع خزانه رخ داده‌است. نتیجه چنین رویکردی ۴٫۴ برابر شدن پایه پولی و ۵٫۰ برابر شدن نقدینگی در کشور بوده که ضمن تغذیه تورم ۴۰ درصدی و ایجاد بی‌ثباتی، باعث ایجاد رشد منفی سرمایه‌گذاری شده‌است.

## پیامدهای تورم
تورم از جمله پدیده‌هایی است که می‌تواند آثار و تبعاتی مثبت و منفی به دنبال داشته باشد و مهم‌ترین اثر آن توزیعی است به نحوی که به نفع گروه‌های پردرآمد و به ضرر گروه‌های فقیر و کم‌درآمد و حقوق‌بگیر است. به عبارت دیگر تورم به افراد دارای درآمدهای پولی ثابت، ضرر می‌زند و از قدرت خرید آنان می‌کاهد و در مقابل، به نفع اغلب کسانی تمام می‌شود که درآمدهای پولی متغیر دارند. برای مثال، تورم در ایران و از نظر دولت‌مردان فرصت و ارزش تلقی می‌شود.
گزارش مرکز پژوهش‌های مجلس تصریح می‌کند: تورم همچنین هزینه‌های عمومی دولت را افزایش داده و در نتیجه دولت را مجبور به کسب درآمد بیش‌تر یا استقراض از بانک مرکزی می‌کند که در هر دو حالت ضربات جبران‌ناپذیری را به اقتصاد کشور وارد می‌کند.
این گزارش در ادامه به طرح راهکارهای مبارزه با تورم پرداخته و تأکید می‌کند که حل معضل تورم در کشور کار خیلی پیچیده‌ای نیست و کافی است ریشه‌های تورم، که قابل شناسایی نیز هستند، به گونه‌ای از میان برداشته شوند.

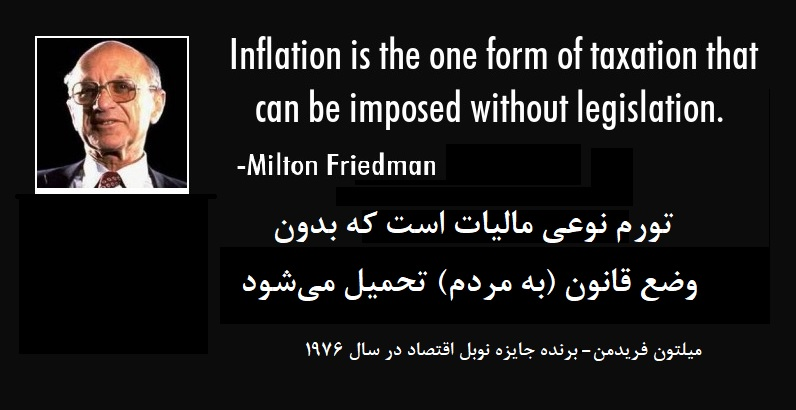
تورم نوعی مالیات است که بدون وضع قانون (به مردم) تحمیل می‌شود. میلتون فریدمن -برنده جایزه نوبل اقتصاد در سال ۱۹۷۶

### اثر کلی
تورم کاهش قدرت خرید یک ارز است؛ یعنی وقتی سطح عمومی قیمت‌ها بالا می‌رود، هر واحد پولی می‌تواند در مجموع کالاها و خدمات کمتری بخرد. تأثیر تورم بر بخش‌های مختلف اقتصاد متفاوت است، به طوری که برخی از بخش‌ها تحت تأثیر نامطلوب قرار می‌گیرند و برخی دیگر سود می‌برند. به عنوان مثال، با تورم، آن بخش‌هایی از جامعه که دارایی فیزیکی مانند دارایی ملک، سهام و غیره را دارند، از افزایش قیمت دارایی خود سود می‌برند، و کسانی که به دنبال خرید آن هستند باید برای آنها هزینه بیشتری بپردازند. توانایی آنها در انجام این کار به میزان ثابت بودن درآمد آنها بستگی دارد. به عنوان مثال، افزایش پرداخت‌ها به کارگران و مستمری بگیران اغلب از تورم عقب است و برای برخی افراد درآمد ثابت است. همچنین، افراد یا مؤسسات دارای دارایی نقدی، کاهش قدرت خرید را تجربه خواهند کرد. افزایش سطح قیمت (تورم) ارزش واقعی پول (ارز عملکردی) و سایر اقلام با ماهیت پولی اساسی را از بین می‌برد.
بدهکارانی که بدهی با نرخ بهره اسمی ثابت دارند، با افزایش نرخ تورم شاهد کاهش در نرخ سود واقعی خواهند بود. سود واقعی وام، نرخ اسمی منهای نرخ تورم است. فرمول R = N - I پاسخ صحیح را به صورت تقریبی می‌دهد تا زمانی که نرخ بهره اسمی و نرخ تورم کوچک باشند. معادله صحیح r = n/i است که در آن n و r به صورت نسبت بیان می‌شوند (برای مثال، ۱٫۲ برای +۲۰٪، ۰٫۸ برای -۲۰٪). به عنوان مثال، زمانی که نرخ تورم ۳٪ است، وام با نرخ سود اسمی ۵٪، نرخ بهره واقعی تقریباً ۲٪ خواهد داشت (در واقع، ۱٫۹۴٪ است). هر گونه افزایش غیرمنتظره در نرخ تورم، نرخ بهره واقعی را کاهش می‌دهد. برخی از بانک‌ها و سایر وام دهندگان این ریسک تورمی را با گنجاندن حق بیمه ریسک تورمی به وام‌های با نرخ بهره ثابت یا اعطای وام با نرخ قابل تنظیم تعدیل می‌کنند.

### آثار منفی
نرخ تورم بالا یا غیرقابل پیش‌بینی برای کل اقتصاد مضر تلقی می‌شود. آنها ناکارآمدی را در بازار اضافه می‌کنند و بودجه یا برنامه‌ریزی بلندمدت را برای شرکت‌ها دشوار می‌کنند. تورم می‌تواند به عنوان یک کشش بر بهره‌وری عمل کند، زیرا شرکت‌ها مجبور می‌شوند منابع را از محصولات و خدمات دور کنند تا بر سود و زیان ناشی از تورم ارز تمرکز کنند. عدم اطمینان در مورد قدرت خرید آینده پول، سرمایه‌گذاری و پس‌انداز را کاهش می‌دهد. تورم همچنین می‌تواند افزایش مالیات پنهان را تحمیل کند. به عنوان مثال، درآمدهای متورم، مالیات دهندگان را به سمت نرخ‌های مالیات بر درآمد بالاتر سوق می‌دهد، مگر اینکه براکت‌های مالیاتی با تورم شاخص شوند.
با تورم بالا، قدرت خرید از کسانی که دارای درآمد اسمی ثابت هستند، مانند برخی از مستمری بگیرانی که حقوق بازنشستگی آنها به آن سطح قیمت شاخص نشده‌است، به سمت افرادی با درآمدهای متغیر که درآمدشان بهتر با تورم همگام می‌شود، بازتوزیع می‌گردد. این نوع بازتوزیع قدرت خرید بین شرکای تجاری بین‌المللی نیز رخ خواهد داد. در مواردی که نرخ ارز ثابت اعمال می‌شود، تورم بیشتر در یک اقتصاد نسبت به اقتصاد دیگر باعث می‌شود که صادرات اقتصاد اول گران شده و در تراز تجاری تأثیر بگذارد. همچنین افزایش بی‌ثباتی در قیمت مبادله ارز ناشی از تورم غیرقابل پیش‌بینی، می‌تواند اثرات منفی بر تجارت داشته باشد.

### آثار سیاسی و اجتماعی تورم
علاوه بر آثار اقتصادی، تورم بر ساختار اقتصاد و متغیرهای کلان اقتصادی تأثیرگذار است. تورم، در عصر حاضر، ابعاد اجتماعی و سیاسی گسترده‌ای پیدا کرده‌است. دلیل این مسئله، ارتباط تنگاتنگ تورم با زندگی افراد جامعه‌است. علاوه بر آن، ثبات سیاسی و اقتصادی یک کشور از طریق شاخص‌های متفاوتی سنجیده می‌شود که تورم از جمله آنهاست. شعار بسیاری از نامزدهای ریاست جمهوری در کشورهای در حال توسعه، کنترل و پایین آوردن روند رشد قیمت‌هاست. از این‌رو، تورم را می‌توان یکی از پیچیده‌ترین، مهم‌ترین و حساس‌ترین مقولات اقتصادی و اجتماعی عصر حاضر دانست و بررسی و تحلیل آن، می‌تواند نقش بسزایی در تحلیل و تبیین مسائل اقتصادی داشته باشد.

## تورم از دیدگاه عرضه
تولیدات داخلی: با اجرای سیاست‌های کنترلی در سال ۱۳۷۴ و برقراری ثبات نسبی در بازار، اقتصاد کشور با افزایش تولید ناخالصی داخلی و زیر بخش‌های آن (صنعت و معدن، کشاورزی، نفت و خدمات) مواجه گردید.
طی سال‌های ۷۸–۱۳۷۶ تولید تحت تأثیر کاهش شدید درآمدهای ارزی کاهش یافت. در طی سال‌های۸۲–۱۳۷۹ تولید از رشد قابل ملاحظه‌ای تحت تأثیر افزایش درآمدهای ارزی قرار گرفت (کتاب خلاصه تحولات اقتصادی کشور –بانک مرکزی جمهوری اسلامی ایران) و این امر افزایش عرضه و کاهش تورم را به دنبال داشته‌است.
واردات: وابستگی به مواد و قطعات منفصله وارداتی از نارسایی‌های مربوط به عرضه در بخش صنعت و معدن بوده‌است، لذا بر این اساس تراز ارزی بخش صنعت و معدن منفی بوده و متکی به ارز حاصل از فروش نفت می‌باشد، این نارسایی بخش صنعت و معدن را شدیداً در برابر نوسانات قیمت و فروش نفت آسیب‌پذیر می‌کند.
وجود ظرفیت خالی در بخش تولید، باعث افزایش هزینه‌های سربار شده و در نتیجه افزایش هزینه تمام شده تولیدات صنعتی و معدنی می‌گردد. ضعف‌های ساختاری که منجر به محدودیت عرضه در بخش تولید می‌گردد بقرار زیر است:
- پایین بودن سهم سرمایه‌گذاری بخش خصوصی
- ناچیز بودن سرمایه‌گذاری خارجی
- پایین بودن سهم صادرات در کل صادرات کشور
- بالا بودن قیمت محصولات صنعت

## وضعیت تورم در ایران
بر اساس گزارش صندوق بین‌المللی پول، ایران در سطح خاورمیانه بالاترین نرخ تورم را داراست. در حالی که میانگین نرخ تورم در کشورهای خاورمیانه برابر با ۳٫۳ درصد است.
ایران، دومین نرخ بالای تورم را در سطح جهان دارد. بر اساس این گزارش (۲۰۱۸)، ونزوئلا با نرخ تورم بیش از ۸۰٬۰۰۰ درصد، بالاترین نرخ تورم را در دنیا دارد.
وقتی به ویژگی‌های تورم در ایران نگاه می‌کنیم، می‌بینیم که تورم در ایران با رشد اشتغال و رونق بازار همراه نبوده‌است. از طرفی دستمزدها متناسب با تورم رشد نمی‌کند. به نظر می‌رسد تورم در ایران بیشتر در فشار هزینه مواد اولیه (به خاطر تحریم، سوء مدیریت در منابع آبی و بازدهی کاری پایین نیروی کار) و ساختار نامناسب نظام پولی، مالی، عرضه و تقاضا ریشه داشته باشد.
به گزارش صندوق بین‌المللی پول، ژاپن با تورم منفی ۰٫۲ درصد، صاحب پایین‌ترین نرخ تورم در سطح جهان است. این گزارش حاکی است در سطح جهان، ۲۶ کشور دارای نرخ تورم دو رقمی، یک کشور دارای نرخ تورم سه رقمی، ۱۵۲ کشور دارای نرخ تورم یک رقمی و دو کشور (ژاپن و بریتانیا) دارای نرخ تورم منفی هستند.
صندوق بین‌المللی پول در جدیدترین گزارش خود از وضعیت شاخص‌های اقتصادی منطقهٔ خاورمیانه، نرخ تورم سال جاری ایران را معادل ۲۶ درصد پیش‌بینی کرد که براساس آمار این نهاد بین‌المللی، بالاترین میزان تورم ایران در سال‌های اخیر بوده و تا پایان سال ۱۳۹۲ نیز بالاترین نرخ تورم خواهد بود.
جدول مقایسه‌ای قیمت گوشت در دوران احمدی‌نژاد نشان می‌دهد قیمت گوشت قرمز در دوران او ۵۷۵ درصد رشد داشته‌است. نرخ تورم در دولت رئیس‌جمهور حسن روحانی با استفاده از ارز پاشی و صندوق ذخیره ملی کشور رو به کاهش گذاشت و با تک رقمی شدن رتبه‌ای نزدیک به سی‌امین نرخ تورم را در ابتدای سال ۱۳۹۵ در بین کشورهای جهان کسب کرد اما بعد از از بین رفتن پشتوانه ارزی و ذخایر طلای کشور، فنر قیمت ها دومرتبه رها شد.
| سال  | شاخص کل | تورم (درصد)* |  | سال  | شاخص کل | تورم (درصد)* |  | سال  | شاخص کل | تورم (درصد)* |
| ---- | ------- | ------------ |  | ---- | ------- | ------------ |  | ---- | ------- | ------------ |
| ۱۳۱۵ | ۰٫۰۰۷   | ---          |  | ۱۳۴۵ | ۰٫۱۳    | ۰٫۸          |  | ۱۳۷۵ | ۱۱٫۲۱   | ۲۳٫۲         |
| ۱۳۱۶ | ۰٫۰۰۸   | ۲۱٫۲         |  | ۱۳۴۶ | ۰٫۱۳    | ۰٫۸          |  | ۱۳۷۶ | ۱۳٫۱۴   | ۱۷٫۳         |
| ۱۳۱۷ | ۰٫۰۰۹   | ۸٫۸          |  | ۱۳۴۷ | ۰٫۱۳    | ۱٫۵          |  | ۱۳۷۷ | ۱۵٫۵۲   | ۱۸٫۱         |
| ۱۳۱۸ | ۰٫۰۱    | ۸٫۰          |  | ۱۳۴۸ | ۰٫۱۳    | ۳٫۶          |  | ۱۳۷۸ | ۱۸٫۶۴   | ۲۰٫۱         |
| ۱۳۱۹ | ۰٫۰۱۱   | ۱۳٫۸         |  | ۱۳۴۹ | ۰٫۱۴    | ۱٫۵          |  | ۱۳۷۹ | ۲۰٫۹۹   | ۱۲٫۶         |
| ۱۳۲۰ | ۰٫۰۱۷   | ۴۹٫۵         |  | ۱۳۵۰ | ۰٫۱۴    | ۵٫۵          |  | ۱۳۸۰ | ۲۳٫۳۸   | ۱۱٫۴         |
| ۱۳۲۱ | ۰٫۰۳۳   | ۹۶٫۲         |  | ۱۳۵۱ | ۰٫۱۵    | ۶٫۳          |  | ۱۳۸۱ | ۲۷٫۰۷   | ۱۵٫۸         |
| ۱۳۲۲ | ۰٫۰۷    | ۱۱۰٫۵        |  | ۱۳۵۲ | ۰٫۱۷    | ۱۱٫۲         |  | ۱۳۸۲ | ۳۱٫۳۱   | ۱۵٫۶         |
| ۱۳۲۳ | ۰٫۰۷۲   | ۲٫۷          |  | ۱۳۵۳ | ۰٫۱۹    | ۱۵٫۵         |  | ۱۳۸۳ | ۳۶٫۰۷   | ۱۵٫۲         |
| ۱۳۲۴ | ۰٫۰۶۲   | ۱۴٫۴-        |  | ۱۳۵۴ | ۰٫۲۱    | ۹٫۹          |  | ۱۳۸۴ | ۳۹٫۸    | ۱۰٫۴         |
| ۱۳۲۵ | ۰٫۰۵    | ۱۱٫۵-        |  | ۱۳۵۵ | ۰٫۲۵    | ۱۶٫۶         |  | ۱۳۸۵ | ۴۴٫۵۳   | ۱۱٫۹         |
| ۱۳۲۶ | ۰٫۰۵۸   | ۶٫۶          |  | ۱۳۵۶ | ۰٫۳۱    | ۲۵٫۱         |  | ۱۳۸۶ | ۵۲٫۷۴   | ۱۸٫۴         |
| ۱۳۲۷ | ۰٫۰۶    | ۱۱٫۱         |  | ۱۳۵۷ | ۰٫۳۴    | ۱۰           |  | ۱۳۸۷ | ۶۶٫۱۲   | ۲۵٫۴         |
| ۱۳۲۸ | ۰٫۰۷    | ۲٫۳          |  | ۱۳۵۸ | ۰٫۳۸    | ۱۱٫۴         |  | ۱۳۸۸ | ۷۳٫۲۳   | ۱۰٫۸         |
| ۱۳۲۹ | ۰٫۰۵    | ۱۷٫۲-        |  | ۱۳۵۹ | ۰٫۴۷    | ۲۳٫۵         |  | ۱۳۸۹ | ۸۲٫۳۱   | ۱۲٫۴         |
| ۱۳۳۰ | ۰٫۰۶    | ۸٫۳          |  | ۱۳۶۰ | ۰٫۵۸    | ۲۲٫۸         |  | ۱۳۹۰ | ۱۰۰     | ۲۱٫۵         |
| ۱۳۳۱ | ۰٫۰۶۴   | ۷٫۲          |  | ۱۳۶۱ | ۰٫۶۹    | ۱۹٫۲         |  | ۱۳۹۱ | ۱۳۰٫۵۴  | ۳۰٫۵         |
| ۱۳۳۲ | ۰٫۰۷    | ۹٫۲          |  | ۱۳۶۲ | ۰٫۷۹    | ۱۴٫۸         |  | ۱۳۹۲ | ۱۷۵٫۸۸  | ۳۴٫۷         |
| ۱۳۳۳ | ۰٫۰۸۱   | ۱۵٫۹         |  | ۱۳۶۳ | ۰٫۸۸    | ۱۰٫۴         |  | ۱۳۹۳ | ۲۰۳٫۲۴  | ۱۵٫۶         |
| ۱۳۳۴ | ۰٫۰۸۲   | ۱٫۷          |  | ۱۳۶۴ | ۰٫۹۴    | ۶٫۹          |  | ۱۳۹۴ | ۲۲۷٫۴۶  | ۱۱٫۹         |
| ۱۳۳۵ | ۰٫۰۸۹   | ۸٫۸          |  | ۱۳۶۵ | ۱٫۱۶    | ۲۳٫۰۷        |  | ۱۳۹۵ | ۲۶۲٫۸۰  | ۹٫۰          |
| ۱۳۳۶ | ۰٫۰۹۳   | ۴٫۴          |  | ۱۳۶۶ | ۱٫۴۸    | ۲۷٫۷         |  |      |         |              |
| ۱۳۳۷ | ۰٫۰۹۵   | ۱٫۰          |  | ۱۳۶۷ | ۱٫۹۱    | ۲۸٫۹         |  |      |         |              |
| ۱۳۳۸ | ۰٫۱۱    | ۱۳٫۰         |  | ۱۳۶۸ | ۲٫۲۴    | ۱۷٫۴         |  |      |         |              |
| ۱۳۳۹ | ۰٫۱۲    | ۷٫۹          |  | ۱۳۶۹ | ۲٫۴۴    | ۹٫۰          |  |      |         |              |
| ۱۳۴۰ | ۰٫۱۲    | ۱٫۶          |  | ۱۳۷۰ | ۲٫۹۵    | ۲۰٫۷         |  |      |         |              |
| ۱۳۴۱ | ۰٫۱۲    | ۰٫۹          |  | ۱۳۷۱ | ۳٫۶۷    | ۲۴٫۴         |  |      |         |              |
| ۱۳۴۲ | ۰٫۱۲    | ۱٫۰          |  | ۱۳۷۲ | ۴٫۵     | ۲۲٫۹         |  |      |         |              |
| ۱۳۴۳ | ۰٫۱۳    | ۴٫۵          |  | ۱۳۷۳ | ۶٫۰۹    | ۳۵٫۲         |  |      |         |              |
| ۱۳۴۴ | ۰٫۱۳    | ۰٫۳          |  | ۱۳۷۴ | ۹٫۰۹    | ۴۹٫۴         |  |      |         |              |

*نرخ تورم براساس اعداد کامل محاسبه شده‌است.